# Louise Broughová
 Althea Louise Broughová Clappová (11. března 1923, Oklahoma City, Oklahoma – 3. února 2014, San Diego County, Kalifornie) byla americká tenistka, působící před otevřenou érou. Celkově získala 35 grandslamových titulů, všechny před otevřenou érou, tudíž mají nižší hodnotu než tituly z doby od roku 1968. V jediné účasti na Australian Championship roku 1950 vyhrála ženskou dvouhru i čtyřhru. Její dlouhodobou partnerkou pro čtyřhru byla Margaret Osborneová duPontová, se kterou vyhrála pětkrát Wimbledon, dvanáctkrát Forest Hills a třikrát French Championships. Odborníci tento pár hodnotí jako jeden z nejlepších v historii ženského tenisu.
V roce 1967 byla uvedena do Mezinárodní tenisové síně slávy.

## Životopis
Narodila se v Oklahoma City (Oklahoma), ale ve čtyřech letech se rodina přestěhovala dokalifornského Beverly Hills, kde vyrůstala. Hrála klasický forhend, bekhend, liftované servis. a jedny z nejlepších volejů v historii tenisu. Ve Wimbledonu vyhrála třináctkrát, sedmnáct titulů získala na US Championships, tři na French Championships a dva na Australian Championships.
V letech 1946 až 1955 ve Wimbledonu odehrála 21 finálových zápasů z 30 odehraných.
V letech 1942 až 1950 spolu se spoluhráčkou duPontou vyhrály devět titulů ženské čtyřhry na US Championships v řadě, což je dosud nepřekonaný rekord v počtu za sebou jdoucích vítězství na jakémkoli grandslamovém turnaji. Statistika páru na US Open je 58 vítězství, 2 porážky. Získaly 12 titulů ze 14 startů a přitom ztratily celkově jen 5 setů.
Ve Wightman Cupu odehrála proti Velké Británii 22 zápasů a všechny vyhrála.
Podle Johna Olliffa a Lance Tingaye z Daily Telegraphu a Daily Mailu, byla klasifikována v první desítce ženského tenisu od roku 1946 do roku 1957, světovou jedničkou pak v roce 1955.

## Grand Slam – statistika
- Australian Championships
  - Vítězka ženské dvouhry: 1950
  - Vítězka ženské čtyřhry: 1950

- French Championships
  - Vítězka ženské čtyřhry: 1946, 1947, 1949
  - Finalistka ženské čtyřhry: 1950

- Wimbledon
  - Vítězka ženské dvouhry: 1948, 1949, 1950, 1955
  - Finalistka ženské dvouhry: 1946, 1952, 1954
  - Vítězka ženské čtyřhry: 1946, 1948, 1949, 1950, 1954
  - Finalistka ženské čtyřhry: 1947, 1951, 1952
  - Vítězka smíšené čtyřhry: 1946, 1947, 1948, 1950
  - Finalistka smíšené čtyřhry: 1949, 1955

- US Championships
  - Vítězka ženské dvouhry: 1947
  - Finalistka ženské dvouhry: 1942, 1943, 1948, 1954, 1957
  - Vítězka ženské čtyřhry: 1942, 1943, 1944, 1945, 1946, 1947, 1948, 1949, 1950, 1955, 1956, 1957
  - Finalistka ženské čtyřhry: 1952, 1953, 1954
  - Vítězka smíšené čtyřhry: 1942, 1947, 1948, 1949
  - Finalistka smíšené čtyřhry: 1946

## Grand Slam – dvouhra

### Vítězství (6)
| Rok  | Turnaj                   | Finalistka                    | Výsledek        |
| 1947 | US Championships         | Margaret Osborneová duPontová | 8–6, 4–6, 6–1   |
| 1948 | Wimbledon                | Doris Hartová                 | 6–3, 8–6        |
| 1949 | Wimbledon (2)            | Margaret Osborne duPont       | 10–8, 1–6, 10–8 |
| 1950 | Australian Championships | Doris Hartová                 | 6–4, 3–6, 6–4   |
| 1950 | Wimbledon (3)            | Margaret Osborneová duPontová | 6–1, 3–6, 6–1   |
| 1955 | Wimbledon (4)            | Beverly Bakerová Fleitzová    | 7–5, 8–6        |

### Finalistka (8)
| Rok  | Turnaj           | Vítězka                        | Výsledek        |
| 1942 | US Championships | Pauline Betzová Addieová       | 4–6, 6–1, 6–4   |
| 1943 | US Championships | Pauline Betzová Addieová       | 6–3, 5–7, 6–3   |
| 1946 | Wimbledon        | Pauline Betzová Addieová       | 6–2, 6–4        |
| 1948 | US Championships | Margaret Osborneová duPontová  | 4–6, 6–4, 15–13 |
| 1952 | Wimbledon        | Maureen Connollyová Brinkerová | 6–4, 6–3        |
| 1954 | Wimbledon        | Maureen Connollyová Brinkerová | 6–2, 7–5        |
| 1954 | US Championships | Doris Hartová                  | 6–8, 6–1, 8–6   |
| 1957 | US Championships | Althea Gibsonová               | 6–3, 6–2        |

## Chronologie výsledků na Grand Slamu
| Legenda | Legenda                                   | Legenda | Legenda                     |
| ------- | ----------------------------------------- | ------- | --------------------------- |
| SR      | poměr vyhraných turnajů ku všem odehraným | W–L V–P | výhry–prohry                |
| NH      | daný rok se turnaj nekonal                | A       | turnaje se hráč nezúčastnil |
| 1Q / LQ | prohra v (kole) kvalifikace               | 1k / 1R | prohra v daném kole turnaje |
| QF / ČF | prohra ve čtvrtfinále                     | SF      | prohra v semifinále         |
| F       | prohra ve finále                          | Vítěz   | vítězství v turnaji         |

R = turnaj omezen na účast francouzských hráčů, konán za německé okupace.

1V letech 1946 a 1947 se French Open konalo až po Wimbledonu.

### Ženská dvouhra
| Turnaj    | 1939  | 1940  | 1941  | 1942  | 1943  | 1944  | 1945  | 19461 | 19471 | 1948  | 1949  | 1950  | 1951  | 1952  | 1953  | 1954  | 1955  | 1956  | 1957  | 1958  | 1959  | Celkově SR | Celkově Win-Loss |
| --------- | ----- | ----- | ----- | ----- | ----- | ----- | ----- | ----- | ----- | ----- | ----- | ----- | ----- | ----- | ----- | ----- | ----- | ----- | ----- | ----- | ----- | ---------- | ---------------- |
| Austrálie | A     | A     | NH    | NH    | NH    | NH    | NH    | A     | A     | A     | A     | W     | A     | A     | A     | A     | A     | A     | A     | A     | A     | 1 / 1      | 5–0              |
| Francie   | A     | NH    | R     | R     | R     | R     | A     | SF    | SF    | A     | 3k    | SF    | A     | A     | A     | A     | A     | A     | A     | A     | A     | 0 / 4      | 10–4             |
| Wimbledon | A     | NH    | NH    | NH    | NH    | NH    | NH    | F     | SF    | W     | W     | W     | SF    | F     | A     | F     | W     | SF    | QF    | A     | A     | 4 / 11     | 56–7             |
| US Open   | 1k    | 1k    | 2k    | F     | F     | SF    | SF    | QF    | W     | F     | SF    | 3k    | A     | SF    | SF    | F     | 3k    | QF    | F     | QF    | QF    | 1 / 20     | 60–19            |
| SR        | 0 / 1 | 0 / 1 | 0 / 1 | 0 / 1 | 0 / 1 | 0 / 1 | 0 / 1 | 0 / 3 | 1 / 3 | 1 / 2 | 1 / 3 | 2 / 4 | 0 / 1 | 0 / 2 | 0 / 1 | 0 / 2 | 1 / 2 | 0 / 2 | 0 / 2 | 0 / 1 | 0 / 1 | 6 / 36     | 131–30           |

### Ženská čtyřhra
| Turnaj    | 1939  | 1940  | 1941  | 1942  | 1943  | 1944  | 1945  | 19461 | 19471 | 1948  | 1949  | 1950  | 1951  | 1952  | 1953  | 1954  | 1955  | 1956  | 1957  | 1958  | 1959  | Celkově SR |
| --------- | ----- | ----- | ----- | ----- | ----- | ----- | ----- | ----- | ----- | ----- | ----- | ----- | ----- | ----- | ----- | ----- | ----- | ----- | ----- | ----- | ----- | ---------- |
| Austrálie | A     | A     | A     | NH    | NH    | NH    | NH    | NH    | A     | A     | A     | W     | A     | A     | A     | A     | A     | A     | A     | A     | A     | 1 / 1      |
| Francie   | A     | NH    | R     | R     | R     | R     | A     | W     | W     | A     | W     | F     | A     | A     | A     | A     | A     | A     | A     | A     | A     | 3 / 4      |
| Wimbledon | A     | NH    | NH    | NH    | NH    | NH    | NH    | W     | F     | W     | W     | W     | F     | F     | A     | W     | A     | SF    | A     | A     | A     | 5 / 9      |
| US Open   | A     | 2k    | QF    | W     | W     | W     | W     | W     | W     | W     | W     | W     | A     | F     | F     | F     | W     | W     | W     | A     | QF    | 12 / 18    |
| SR        | 0 / 0 | 0 / 1 | 0 / 1 | 1 / 1 | 1 / 1 | 1 / 1 | 1 / 1 | 3 / 3 | 2 / 3 | 2 / 2 | 3 / 3 | 3 / 4 | 0 / 1 | 0 / 2 | 0 / 1 | 1 / 2 | 1 / 1 | 1 / 2 | 1 / 1 | 0 / 0 | 0 / 1 | 21 / 32    |